# The Spanish Princess
La princesa de España (en inglés: The Spanish Princess) es una miniserie de televisión británico-estadounidense, basada en las novelas The Constant Princess y The King's Curse de Philippa Gregory, que se estrenó en Starz el 5 de mayo de 2019. La princesa de España es la secuela de La princesa blanca emitida en 2017 y de La reina blanca emitida en 2013.

## Historia
The Spanish Princess sigue a «Catalina de Aragón, la hermosa infanta adolescente de España a quien se le prometió el trono inglés desde que era niña. Llega a una Inglaterra gris, azotada por la lluvia, con su corte gloriosa y diversa, incluyendo a su dama de compañía Lina, una africana subsahariana. Se convierte en princesa de Gales, pero cuando su marido, el Príncipe Arturo de Gales, muere repentinamente, el trono parece perdido para Catalina. Sin embargo, ella afirma que su matrimonio nunca fue consumado y que por lo tanto, como virgen, puede poner su mirada en el nuevo heredero, el carismático y testarudo Príncipe Harry, que un día gobernará como el Rey Enrique VIII».

## Personajes
- Charlotte Hope como Catalina de Aragón
- Angus Imrie como Arturo, Príncipe de Gales
- Harriet Walter como Margaret Beaufort
- Laura Carmichael como Margaret «Maggie» Pole
- Ruairi O’Connor como Harry, Príncipe de Gales
- Georgie Henley como Margaret «Meg» Tudor
- Elliot Cowan como Henry VII, Rey de Inglaterra
- Alexandra Moen como Elizabeth de York
- Alba Galocha como Juana I de Castilla
- Philip Cumbus como Thomas Wolsey
- Stephanie Levi-John como Lina de Cardonnes
- Nadia Parkes como Rosa Vargas
- Aaron Cobham como Oviedo
- Alan McKenna como Sir Richard Pole
- Richard Pepper como Tomás Bolena, Conde de Wiltshire
- Olly Rix como Edward Stafford
- Jordan Renzo como Charlie Brandon
- Daniel Cerqueira como De Fuensalida
- Alicia Borrachero como la Reina Isabel

## Episodios
| Parte 1 |                                  |                    |                                |                         |       |
| 1 | «The New World»                  | Birgitte Stærmose  | Emma Frost & Matthew Graham    | 5 de mayo de 2019       | 0,393 |
| Octubre - noviembre de 1501: Catalina llega a Inglaterra. Cuando conoce a Arturo, Príncipe de Gales, Catalina está decepcionada porque no es tan romántico en persona como lo era en sus cartas. Más tarde se entera de que fue el hermano menor de Arturo, Harry, quien intercambió cartas con ella. Isabel, la reina, le dice a Catalina que el hermano de su prima, Maggie Pole, fue decapitado porque la madre de Catalina, Isabel, sólo prometía la mano de Catalina en matrimonio si no había otros reclamantes al trono de Inglaterra. Mientras Harry lleva a Catalina al altar el día de su boda, admite que inicialmente intercambió cartas con ella para herir a Arturo, pero más tarde descubrió que sus cartas lo excitaban. |                                  |                    |                                |                         |       |
| 2 | «Fever Dream»                    | Birgitte Stærmose  | Matthew Graham                 | 12 de mayo de 2019      | 0,398 |
| Noviembre de 1501 - abril de 1502: Después de la boda, Arturo y Catalina se quedan en la casa de Enrique por un corto tiempo. Margaret, la hermana de Arturo y Harry, se entera de que Henry ha ofrecido su mano en matrimonio con James IV de Escocia para formar otra alianza para Inglaterra. Catalina le pide perdón a Maggie Pole por ser la razón por la que el hermano de Maggie fue asesinado. Arturo y Catalina partieron hacia el norte de Inglaterra, cerca de Gales, para establecer su propia casa, y se fueron acercando a medida que aprendían más el uno del otro. Maggie Pole y su familia los acompañan. Arturo se enferma gravemente. Henry y Elizabeth corren hacia el norte de Inglaterra, pero llegan demasiado tarde. Enrique le informa a Catalina que regresará a Londres y se quedará en la casa real hasta que sepan si está embarazada.                                                                     |                                  |                    |                                |                         |       |
| 3 | «An Audacious Plan»              | Dana Reid          | Helen Childress                | 19 de mayo de 2019      | 0,456 |
| Abril de 1502 - febrero de 1503: Catalina se entera de que Isabel está organizando otro matrimonio de alianza. Catalina esconde su verdadera condición para esperar su tiempo en Inglaterra, lo que resolvería muchos problemas para ella, su criada, Lina, y su guardia, Oviedo. Catalina le dice a Lina, y más tarde a Harry, que su matrimonio con Arturo nunca fue consumado. Harry le propone y le pide a Henry que solicite una dispensa papal para que él y Catalina puedan casarse. Elizabeth se pone de parto. Después del difícil parto de mortinatos, ella tiene la visión de que la línea Tudor terminará si Harry y Catalina se casan y le ruega a Henry que impida el matrimonio. Mientras Catalina le escribe a Isabel para que la bendiga y la bendiga para casarse con Harry, las campanas de luto comienzan a sonar por Isabel.                                                                                       |                                  |                    |                                |                         |       |
| 4 | «The Battle for Harry»           | Dana Reid          | Nicki Renna                    | 26 de mayo de 2019      | 0,500 |
| Marzo de 1503: Edmund de la Pole, el principal pretendiente Yorkista al trono y primo de la difunta reina y de Maggie Pole, está tramando derrocar a Henry. Henry le dice a Lady Beaufort que Harry quiere casarse con Catalina. Se enfrenta a Catalina por su supuesta virginidad y luego le ordena salir del palacio. Lady Beaufort le prohíbe a Maggie ir a la corte cuando Maggie dice que Catalina puede estar diciendo la verdad. Henry se entera de que Maximiliano I está protegiendo a Edmund de la Pole. Henry deja a un lado su dolor para ver a Margaret cuando se marcha a Escocia para casarse. Organiza una fiesta para celebrar el futuro e invita a Catalina. Enrique hace un anuncio que cumple indirectamente el último deseo de la difunta reina: un matrimonio real entre él y Catalina. |                                  |                    |                                |                         |       |
| 5 | «Heart Versus Duty»              | Lisa Clarke        | Andrea Thornton Bolden         | 2 de junio de 2019      | 0,546 |
| Finales de 1503 - finales de 1505: Catalina está dividida entre su deber de casarse con Enrique y su deseo de casarse con Enrique. Margaret llega a Escocia y es gratamente sorprendida por su prometida. Harry le dice a Lady Beaufort, y más tarde a Catalina, que si Catalina quiere casarse con Enrique en vez de con él, él luchará por ella. Catalina teme su destino si rechaza a Enrique y aplasta su orgullo, pero decide seguir su corazón. Convence a Enrique de que la alianza con España se debilitará cuando Harry se convierta en rey si es la viuda de Enrique en lugar de su esposa. Enrique retira sus intenciones, pero recuerda a Catalina y a Harry que sólo pueden casarse si el Papa concede una dispensa y si España paga el resto de la dote de Catalina. El marido de Maggie Pole muere inesperadamente. |                                  |                    |                                |                         |       |
| 6 | «A Polite Kidnapping»            | Lisa Clarke        | Emma Frost                     | 9 de junio de 2019      | 0,493 |
| Enero - abril de 1506: Catalina se entera de que su madre ha muerto, su hermana Juana es reina de Castilla y su padre no le paga la dote. Juana y su esposo Felipe están varados en Inglaterra. Enrique, esperando que el padre de Felipe, Maximiliano I, entregue a Edmund de la Pole, retrasa secretamente las reparaciones de su nave. Maggie Pole es indigente. Para obtener una confesión forzada sobre la virginidad de Catalina, Lady Beaufort ofrece ayuda a Maggie, a la que se niega. A cambio de su dote, Catalina le dice a Juana cómo puede escapar de Inglaterra: Juana persuadirá a Maximiliano para que entregue a Enrique o pierda el comercio con Castilla si Enrique hace un juramento para salvar la vida de Enrique. En lugar de pagar la dote de Catalina, Juana forma una nueva alianza con Inglaterra por sugerencia de Lady Beaufort: promete al hijo de Juana, Carlos, con la hermana menor de Harry, María.  |                                  |                    |                                |                         |       |
| 7 | «All is Lost»                    | Stephen Woolfenden | Helen Childress                | 16 de junio de 2019     | 0,509 |
| Septiembre de 1506 - diciembre de 1507: Catalina se entera de que va a haber una doble boda en España: María a su sobrino Carlos y Harry a su sobrina Eleanor. Oviedo le propone matrimonio a Lina y le dice que trabaja para Lady Beaufort. Harry está dividido entre su deber de casarse con Eleanor y su deseo de casarse con Catalina. Maggie Pole busca refugio con Catalina y Lina. El padre de Catalina, Ferdinand, escribe que el esposo de Juana, Felipe, ha muerto y Juana no es de Castilla. Fernando es el guardián de los hijos de Juana y del regente de Castilla. Fernando hace de Catalina Aragón embajadora en Inglaterra y promete su dote. El nuevo estatus de Catalina le permite a ella y a Lina regresar al palacio. Oviedo proporciona a Lady Beaufort los nombres de los co-conspiradores de De la Pole, que ahora incluyen a Maggie y a su hijo mayor. Más tarde protege al hijo de Maggie durante una redada. |                                  |                    |                                |                         |       |
| 8 | «Destiny»                        | Stephen Woolfenden | Emma Frost & Matthew Graham    | 23 de junio de 2019     | 0,528 |
| Abril de 1509 - junio de 1509: Henry muere. Harry reafirma su deseo de casarse con Catalina. Lady Beaufort acusa a Edmund Dudley de traición (por sus propias actividades ilegales) y es decapitado. Harry perdona a Maggie Pole y a sus hijos y regresan a la corte. Lady Beaufort extrae una confesión forzada de Lina sobre la virginidad de Catalina acusando a Oviedo de robo y exigiendo su ahorcamiento. Lina y Oviedo se casan antes de ser ahorcados. Harry y Catalina llegan a tiempo para salvar la vida de Oviedo. Harry se entera de que el Papa le concedió una dispensa antes de la muerte de Henry. Lady Beaufort muere. El día de su boda, Catalina recibe una carta de Fernando que dice que Harry se acostó con Juana. Harry lo niega, y Catalina vuelve a negar que se acostó con Arturo. |                                  |                    |                                |                         |       |
| Parte 2 |                                  |                    |                                |                         |       |
| 9 | «Camelot»                        | Chanya Button      | Emma Frost & Matthew Graham    | 11 de octubre de 2020   | 0,252 |
| Primavera y verano de 1511: El padre de Catalina viene a Inglaterra para hacer una alianza contra Francia. Edward Stafford es herido en una justa, perdiendo su ojo derecho. Lina concibe el hijo de Oviedo. Oviedo, el general Howard y Stafford llevan un ejército a un punto de encuentro preestablecido en España, sólo para ser traicionado por Fernando, que usa a los ingleses como distracción para tomar Navarra para sí mismo. El Príncipe Henry, hijo de seis meses de Catalina y Enrique, muere, mientras Catalina suplica a Dios que perdone su vanidad. Furiosa con España y desconsolada por la pérdida de su hijo, Catalina recibe una carta regodeándose de su padre y reafirma al pueblo inglés que ella es inglesa primero y que dará otro hijo a Inglaterra; afirma a Enrique que invadirán Francia, sin la ayuda de España.                                                                                        |                                  |                    |                                |                         |       |
| 10 | «Flodden»                        | Chanya Button      | Simon Tyrrell & Matthew Graham | 18 de octubre de 2020   | 0,173 |
| 11 | «Grief»                          | Chanya Button      | Rita Kalnejais                 | 25 de octubre de 2020   | 0,180 |
| 12 | «The Other Woman»                | Lisa Clarke        | Kate Verghese & Emma Frost     | 1 de noviembre de 2020  | 0,233 |
| 13 | «Plague»                         | Lisa Clarke        | Kate O'Riordan & Emma Frost    | 8 de noviembre de 2020  | 0,221 |
| 14 | «The Field of the Cloth of Gold» | Lisa Clarke        | Kelly Jones                    | 15 de noviembre de 2020 | —     |
| 15 | «Faith»                          | Rebecca Gatward    | Simon Tyrrell & Matthew Graham | 22 de noviembre de 2020 | —     |
| 16 | «Peace»                          | Rebecca Gatward    | Emma Frost & Matthew Graham    | 29 de noviembre de 2020 | —     |

## Producción

### Desarrollo
El 15 de marzo de 2018, se anunció que Starz había dado luz verde a la producción. Emma Frost y Matthew Graham estaban listos para servir como showrunners además de la producción ejecutiva junto a Colin Callender, Scott Huff, Charlie Pattinson, y Charlie Hampton. Se espera que las productoras involucradas en la serie fueran las New Pictures y Playground de All3 Media. El 17 de mayo de 2018, se informó que los dos primeros episodios de la serie serían dirigidos por Birgitte Stærmose y que los siguientes episodios también serían dirigidos por mujeres.

### Casting
Junto con el anuncio de la dirección, se confirmó que Charlotte Hope, Stephanie Levi-John, Angus Imrie, Dame Harriet Walter, Laura Carmichael, Ruairi O'Connor, Georgie Henley, Elliot Cowan, Alexandra Moen, Philip Cumbus, Nadia Parkes, Aaron Cobham, Alan McKenna, Richard Pepper, Olly Rix, Jordan Renzo, Daniel Cerqueira, y Alicia Borrachero habían sido elegidos para la serie.

### Rodaje
El rodaje principal de la serie comenzó el 15 de mayo de 2018 en Catedral de Wells en Wells, Somerset.

## Lanzamiento
El 20 de diciembre de 2018, se publicó un «primer vistazo» de la serie. El 25 de enero de 2019, se lanzó un tráiler de la serie.
El 7 de marzo de 2019, se anunció que la serie sería estrenada el 5 de mayo de 2019.

## Recepción

### Críticas
En Rotten Tomatoes la serie tiene un índice de aprobación del 82%, basado en 11 reseñas, con una calificación promedio de 7.13/10. El consenso crítico del sitio dice, «The Spanish Princess mezcla el melodrama jabonoso con piezas de escenografía histórica bellamente renderizadas para pintar un retrato más redondo, si bien aún no se ha realizado del todo, de una reina que a menudo se pasa por alto». En Metacritic, tiene puntaje promedio ponderado de 73 sobre 100, basada en 6 reseñas, lo que indica «criticas generalmente favorables». Filmaffinity le otorga un 3.7 sobre 10 a mediados de 2020, basado en 221 votos.
En España, tras la curiosidad inicial creada por los primeros episodios, la serie recibió una mezcla de duras críticas e indiferencia mediática. Se la acusó de "falta de historicidad", "estereotipos", "exotismo", y "falsificación de la historia".

### Audiencias
| N.º | Título                 | Fecha de emisión    | ÍA (18–49) | Audiencia (millones) | Audiencia DVR (millones) | Audiencia total (millones) |
| --- | ---------------------- | ------------------- | ---------- | -------------------- | ------------------------ | -------------------------- |
| 1   | «The New World»        | 5 de mayo de 2019   | 0.1        | 0.393                | —                        | —                          |
| 2   | «Fever Dream»          | 12 de mayo de 2019  | 0.1        | 0.398                | 0.464                    | 0.862                      |
| 3   | «An Audacious Plan»    | 19 de mayo de 2019  | 0.1        | 0.456                | 0.503                    | 0.959                      |
| 4   | «The Battle for Harry» | 26 de mayo de 2019  | 0.1        | 0.500                | 0.556                    | 1.056                      |
| 5   | «Heart Versus Duty»    | 2 de junio de 2019  | 0.1        | 0.546                | 0.512                    | 1.058                      |
| 6   | «A Polite Kidnapping»  | 9 de junio de 2019  | 0.1        | 0.493                | —                        | —                          |
| 7   | «All is Lostg»         | 16 de junio de 2019 | 0.1        | 0.509                | —                        | —                          |